# Chiesa di Sant'Andrea Apostolo (Massalengo)
La chiesa di Sant'Andrea Apostolo è la parrocchiale di Massalengo, in provincia e diocesi di Lodi; fa parte del vicariato di Lodi Vecchio-San Martino in Strada.

## Storia
La prima citazione di una chiesa a Massalengo risale al 1261; tale cappella era filiale della pieve di Overgnaga.
La chiesa venne riedificata nel XVI secolo e nel 1584 era attesta come sede una parrocchia con il titolo di rettoria.
Nel 1619 tale chiesa, nella quale avevano sede le confraternite del Santissimo Sacramento e della Dottrina Cristiana, risultava aggregata al vicariato di Sant'Angelo ed avere come filiale l'oratorio di San Tommaso.

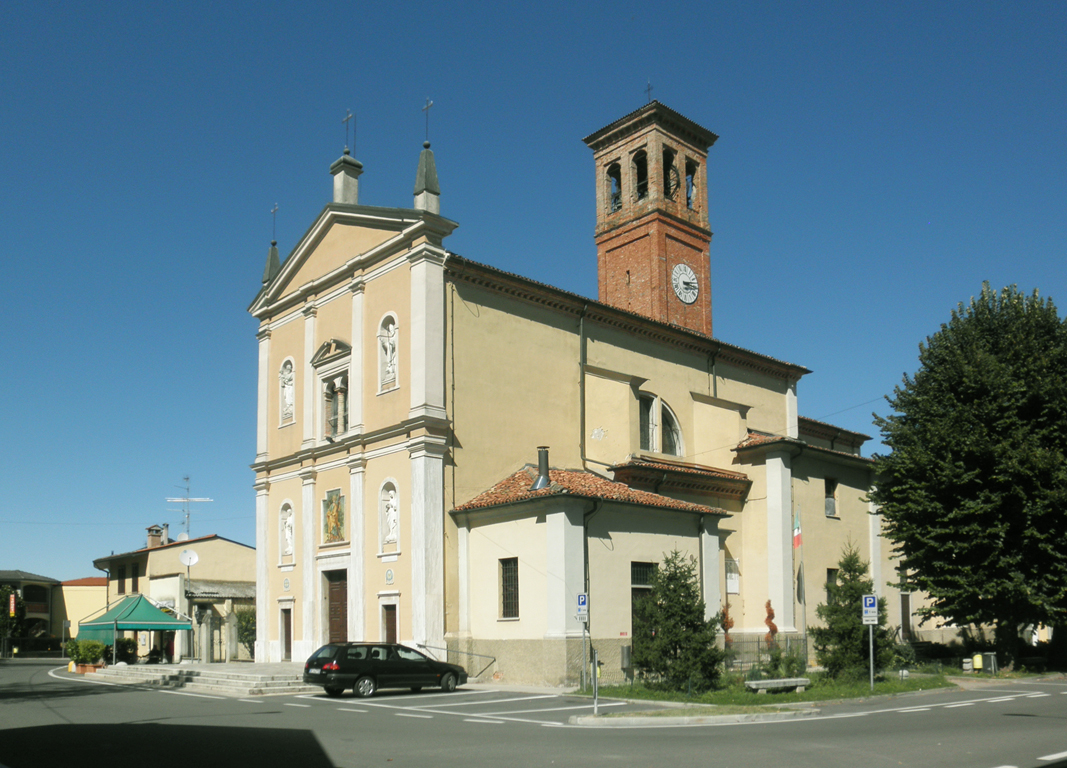
La chiesa e la piazza

L'attuale parrocchiale fu costruita nel 1620, quando era parroco don Tullio Alessandro; sempre nel XVII secolo la chiesa divenne sede di un vicariato, che comprendeva, oltre a quella massalenghina, anche le parrocchie di Bargano, Castel Lambro, Cornegliano, Pieve Fissiraga, Sant'Angelo, Vidardo e Villanova.
Nel 1743 la cassa dell'organo venne decorata e nel 1760 furono realizzati il tabernacolo e l'altare per volere di don Paolo Gerolamo Riboni.
Nel 1780 i fedeli ammontavano a 1358, in aumento rispetto alle precedenti rilevazioni; inoltre, dall'elenco delle parrocchie lodigiane del 1786 s'apprende che il vicariato di Massalengo era stato soppresso e che la parrocchia era stata aggregata a quello di Pieve Fissiraga.
Nel 1842 venne fatto costruire da don Giulio Cesare Male il coro in noce e il 29 agosto 1858 la chiesa fu consacrata dal vescovo di Lodi Gaetano Benaglia.
Nel 1937 venne posato il nuovo pavimento e tra gli anni cinquanta e sessanta la chiesa fu oggetto di vari interventi di restauro e di risistemazione; sempre nel Novecento la parrocchia passò al vicariato di San Martino in Strada.
Nel 2016 il tetto dell'edificio venne ricostruito.

## Descrizione

### Esterno
La facciata a capanna, scandita da lesene, è caratterizzata da un mosaico raffigurante sant'Andrea apostolo e martire, eseguito da F. Bianchi.

### Interno
L'interno si compone di un'unica navata, suddivisa in tre campate e caratterizzata dalla volta a botte, sulla quale si affacciano le due cappelle laterali, intitolate a Sant'Andrea e alla Beata Vergine Maria.
L'aula termina con il presbitero, sopraelevato di alcuni scalini e chiuso dall'abside di forma semicircolare.